# Шалин, Анатолий Борисович
Анатолий Борисович Шалин (род. 28 декабря 1952, Новосибирск) — российский писатель-фантаст, прозаик, эссеист, журналист, редактор. Лауреат премии имени Д. Н. Мамина-Сибиряка (2018), лауреат областной губернаторской премии. Член Союза писателей СССР. Член Наблюдательного совета Новосибирского Фонда Культуры и Новосибирского филиала Российского Фонда Культуры.

## Биография
Родился 28 декабря в 1952 году в городе Новосибирске. Его отец трудился в системе нефтеразведки, работал специалистом по различному буровому оборудованию, а его мать была старшим редактором в издательстве «Наука». Самым главным увлечением в школе были шахматы. Завершив обучение в школе, поступил обучаться на факультет естественных наук Новосибирского государственного университета, учился по направлению «Неорганическая химия». С 1975 по 1982 оды трудился в НИАТе и Институте неорганической химии Сибирского отделения Академии наук. Совмещал основную работу с литературным творчеством. С 1982 по 1998 годы трудился в Западно-Сибирском книжном издательстве. С 1999 по 2000 годы являлся ответственным секретарём журнала «Сибирская горница».
В апреле 2000 года его кандидатуру предложили, а затем избрали на должность председателя Правления Новосибирского отделения Союза писателей России. Организацией руководит до настоящего времени. В декабре 2000 года стал секретарем Правления Союза писателей России. В 2001 году стал основателем журнала "Новосибирск", должность главного редактора также стала его. В феврале 2014 года стал возглавлять редакционную коллегию журнала «Сибирские огни».
Его литературные труды в основном связаны с фантастическим жанром. В 1984 году была издана его первая книга фантастических рассказов "Редкая профессия". Позже на свет появились ещё более десятка авторских сборников. Переводы его произведений издавались в Молдавии и Германии. С 1989 года состоит в Союзе писателей СССР (России).
Проживает в городе Новосибирске.

## Награды и премии
- 2006 – лауреат областной губернаторской премии,
- 2015 – лауреат Всероссийской литературной премии им. Д. Н. Мамина-Сибиряка,
- 2018 – лауреат Премии имени Д. Н. Мамина-Сибиряка в номинации «Литературно-художественная критика» за произведение «Детские вопросы, или Заметки по теории искусства».